# Olamide
Olamide, de son nom entier Olamide Adedeji, est un chanteur et compositeur nigérian de hip-hop, de rap, de RnB, de reggae, de pop et de sonorités africaines telles que l'afrobeat, né le 15 mars 1989 à Bariga dans l'État de Lagos. Il se produit surtout en yoruba avec très souvent quelques bribes d'anglais. Il est l'un des artistes les plus écoutés et les plus influents de l'industrie musicale de son pays,,. Un des meilleurs artistes sortant du Nigéria

## Enfance et études
Dès son jeune âge, Olamide se sent attiré vers la musique notamment le rap. En effet, c'est dès l'école primaire qu'il sait qu'il veut chanter et surtout bien. C'est ainsi qu'au tout début des années 2000, il commence peaufiner son art. On le verra sur des chansons comme I’m grateful de l'artiste Maiojoe, Take me there de Jahbless et le titre Naija Hail  en collaboration avec Zara, Adol. Il a étudié la communication à la Tai Solarin University of Education (en) mais a dû abandonner faute de moyens financiers,,.

## Carrière et albums
C'est en 2010 que l'on entend véritablement parler de l'artiste avec la sortie du titre Eni Duro. Cette même année, il s'est produit aux Hip Hop World Awards. Une année après, il sort Rapsodi, son premier album. Très vite, l'album figure en très bonne position, surtout le titre phare Omo to Shan en featuring avec Wizkid. Sur cet album, l'artiste collabore avec plusieurs de ses compères tels que ID Cabasa, 9ice, Reminisce et D'banj.
Olamidé est étiqueté comme l'artiste qui sort un album par an. Ainsi, en 2012 YBNL verra le jour. La  production de ce deuxième album a été assurée par le producteur Tyrone, Samklef, 2 Kriss, Pheelz et ID Cabasa. Sur Ybnl, il collabore avec des artistes comme Davido, Tiwa Savage, Kayswitch, Dammy Krane, Reminisce, Samklef, Buckwylla, Minus 2 et Base One. Les titres Ilefo Illuminati, First of All, Stupid Love et Voice of the Street sont les plus écoutés,.
Cette même année, il fonde YBLN Nation, sa maison de disque. C'est d'ailleurs de ce label que sortira en 2013 son troisième album Baddest Guy Ever Liveth. Porté par les titres Durosoke, Turn Up, Yemi My Lover et Eleda Mi O, Baddest Guy Ever Liveth  a connu la collaboration des artistes comme Pheelz, Buckwyla, Ketchup, Ice Prince, Pepenazi, Endia, Viktoh, B.Banks, Phyno, Pele Pele et Bez. Cet album a remporté plusieurs trophées dont le prix du meilleur album de l'année aux Nigeria Entertainment Awards de 2014 et a été nommé pour le prix de l'album rap de l'année aux City People Entertainment Awards de 2014. Il a également remporté le prix du meilleur album rap et de l'album de l'année aux Headies de 2014,,.
Toujours sous son label, Olamide sort en 2014 son quatrième album Street OT. Propulsé par les singles Story For The Gods et Goons Mi, Street OT accueille des invités de Pasuma, Lil Kesh, Chinko Ekun, Phyno, Don Jazzy et Reminisce. En sortant cet album, l'artiste veut montrer tout son amour pour la rue étant lui même à l'origine un artiste de la rue,,.
2015 est une année bien pleine pour l'artiste. En effet, cette année, il sort 2 albums :  2 Kings et  Eyan Mayweather. Sur le premier, Wizkid, Lil Kesh, Storm Rex, Pheelz, Phyno, Major Bangz, B.Banks and Young John sont les artistes avec qui il a collaboré. C'est en réalité, un album collaboratif avec Phyno. Les singles Une et Confam Ni sont les titres phares de l'album. Eyan Mayweather quant à lui comporte 21 titres. Cela montre combien de fois l'artiste travaille et beaucoup,,,,,,.
2016 sort The Glory, le sixième album d'Olamide. Comme les précédents, il sort sous le label YBNL Nation avec une production studio de Pheelz. L'album contient 16 titres et des collaborations avec Phyno, Wande Coal, Burna Boy, Akuchi et Davolee,,.
Lagos Nawa et YBNL Mafia Family sortiront respectivement en 2017 et 2018.
Après une pause de presque deux années et comme pour se rattraper, l'artiste sort deux albums. D'abord un  projet surprise dénommé 999Ep,,. Sorti le 10 février 2020 et comportant 9 titres, la production de cet EP  a été assurée principalement par Pheelz. Il y collabore avec des rappeurs comme Phyno et son fils Maximilliano. Ensuite, Carpe Diem. Sorti le 8 octobre 2020, c'est un album de 12 titres. On y entend des artistes comme Omah Lay, Fireboy DML, Peruzzi, Bad Boy Timz, Bella Shmurda et Phyno,,,.